# 航空航天

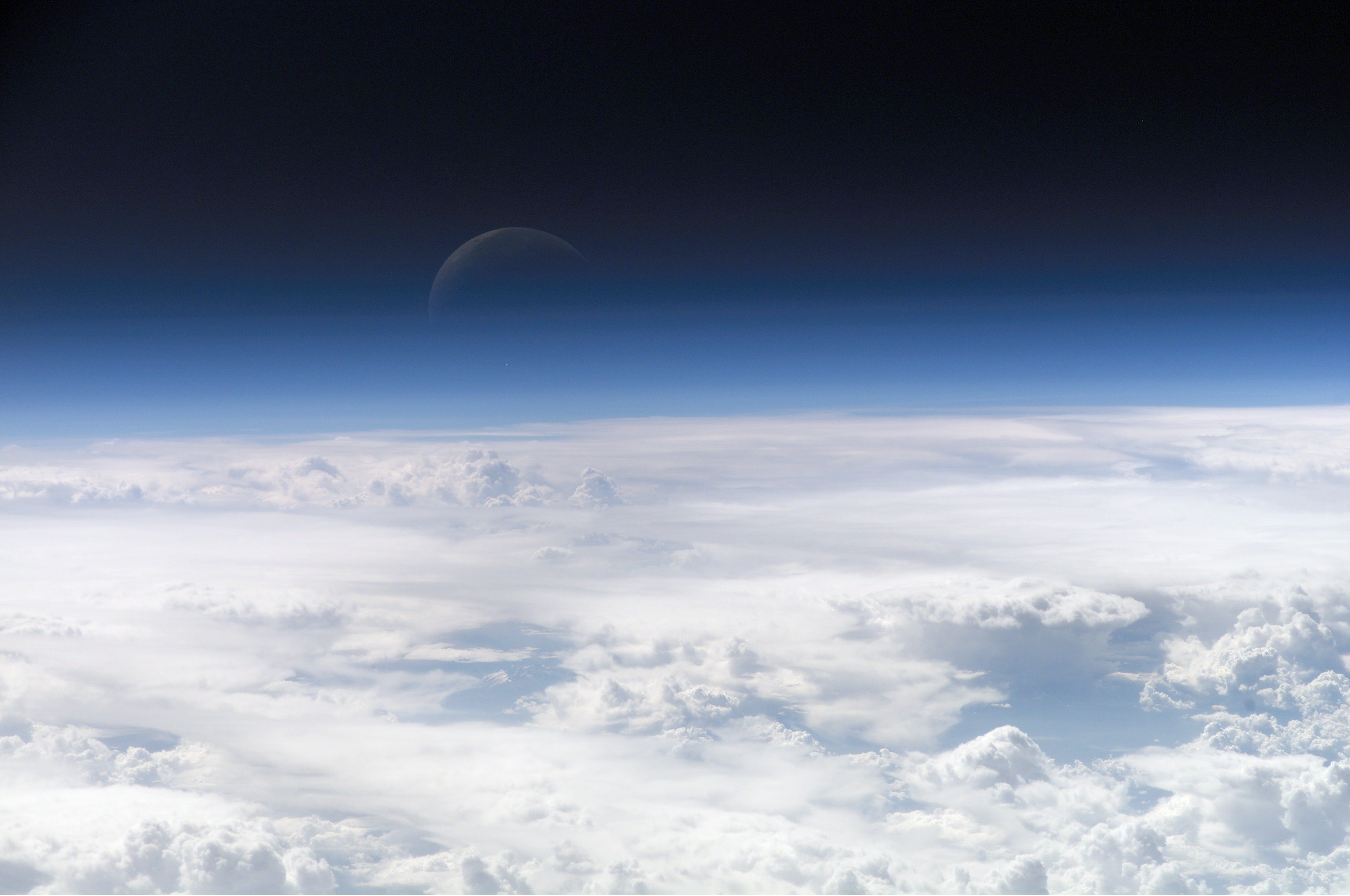
地球大气层和宇宙空间是航空航天技术的领域。

航空航天是人类开发大气层和宇宙空间时发生的活动的总称，而航空和航天又在细节上有所区别。其中航空指的是载人或非载人的飞行器在大气层中的航行活动，而航天则指的是载人或非载人的航天器在大气层外的宇宙空间中进行的航行活动。然而航天器的发射和回收过程都必须经过大气层，这就使得航空与航天之间产生了必然的、密不可分的联系。從太空以水平滑翔方式降落回收的太空梭和目前各国正在研发可透過複合推進方式在大氣層與太空中皆能航行的空天飛機正是这种联系的最佳体现。航空航天一词也指进行航空航天活动所必须的科学，同时也泛指研究开发航空、航天器所涉及的各种技术。
魏晉南北朝時期的元黃頭可能是第一個成功飛行的人類；二十世紀中期的蘇聯人尤里·阿列克谢耶维奇·加加林是第一個成功進入太空的人類。

## 相关領域
飛航技术是一种高度综合的、跨学科的现代科学技术，其基础是力学、热力学和材料学。电子技术、自动化技术、计算机技术、喷气推进技术、制造工艺技术、医学、真空技术和低温技术也在其中发挥着重要的作用。上述学科在航空航天应用中相互交叉渗透，又产生了一些新的学科，航空和航天技术由此形成了完整的体系。由于涉及飞机、导弹的相关技术，航空航天技术的发展往往与军事应用密切相关。

## 作用和影响
飛航是目前最活跃和最有影响力的科学技术领域，其产品有极高的附加价值，带动着其他高新科技发展，对国民经济和社会生活产生着巨大而深远的影响。它的发展反映出一个国家科学技术的先进水準，人类在该领域取得的重大成就体现着人类文明的高度发展。

## 政府机构
- 美国国家航空航天局
- 歐洲太空總署
- 中华人民共和国航空航天工业部
- 日本宇宙航空研究開發機構